# هوبرت زاپه

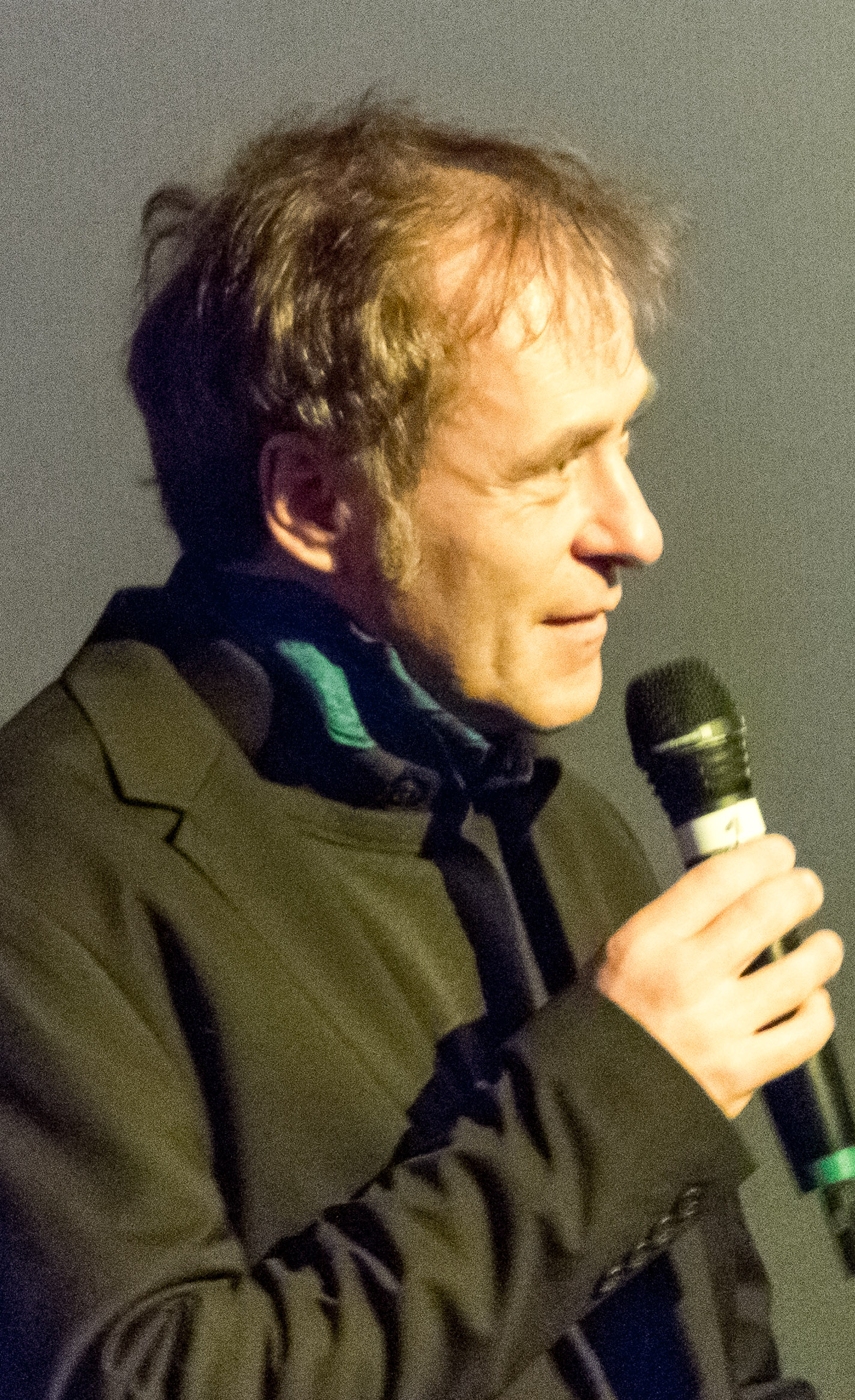
هوبرت زاپه در جشنواره فیلم برلین ۲۰۱۴

هوبرت زاپه (انگلیسی: Hubert Sauper)، (زاده ۲۷ ژولای ۱۹۶۶) مستندساز اهل اتریش است.
مهم‌ترین فیلم او مستند کابوس داروین است که در هفتاد و هشتمین دوره جوایز اسکار در سال ۲۰۰۶ نامزد دریافت اسکار بهترین فیلم مستند بود اما جایزه را به فیلم رژه پنگوئن‌ها اثر لوک ژاکه باخت. در کابوس داروین اثرات زیست‌محیطی و اجتماعی صنعت ماهیگیری در اطراف دریاچه ویکتوریا در تانزانیا مورد بررسی قرار گرفته‌است.
ما به عنوان دوست می‌آئیم محصول ۲۰۱۴ دیگر فیلم مستند مهم زاپه است که در شصت و چهارمین جشنواره بین‌المللی فیلم برلین برای اولین بار به نمایش درآمد. ما به عنوان دوست می‌آئیم جایزه بهترین فیلم مستند جشنواره بین‌المللی فیلم وین و آکادمی فیلم اروپا در سال ۲۰۱۴ را بدست آورد.